# پارک دو-هون
پارک دو-هون (انگلیسی: Park Do-hun؛ زادهٔ ۲۰ مارس ۱۹۶۴) بازیکن هندبال اهل کره جنوبی است.
از افتخارات وی میتوان به کسب مدال نقره در بازی‌های المپیک تابستانی ۱۹۸۸ اشاره کرد.